# Pierre Charras
Pour les articles homonymes, voir Charras (homonymie).
Pierre Charras, né le 19 mars 1945 à Saint-Étienne et mort le 19 janvier 2014 à Bagnolet, est un acteur, écrivain et traducteur d'anglais-français.

## Biographie
Pierre Charras a été professeur d'anglais jusqu'au milieu des années 1970, puis traducteur de l'anglais vers le français. Il a ensuite été comédien, et dramaturge.
Il a également publié plusieurs romans dont Monsieur Henri (prix des Deux Magots 1995), Juste avant la nuit (1998), Comédien (prix Valery-Larbaud  2000), et Dix-neuf secondes (prix du roman Fnac 2003).
L’Académie française lui décerne le prix Mottart en 1992 et le prix Amic en 2007.
Il est inhumé à Paris, au cimetière du Père-Lachaise (53e division).

## Filmographie
- 2004 : Pédale dure : le père
- 2002 : Adolphe : le valet de chambre
- 2002 : Sur le bout des doigts : Raymond
- 2001 : Thérèse et Léon (TV) : le patron de la banque
- 2000 : État gris pâle (court métrage) : un vacancier
- 2000 : Stardom : intellectuel français dans un débat télévisé
- 2000 : Ainsi soit-il : le juge
- 1997 : Les Vacances de l'amour (épisode Paparazzis)
- 1997 : Le Dernier Été (TV)
- 1989 : Vent de galerne : le curé
- 1984 : Première Classe
- 1983 : La Fiancée qui venait du froid : frère de Paul
- 1983 : La vie est un roman
- 1979 : Charles et Lucie : un inspecteur
- 1978 : Guerres civiles en France : le zouave (segment La Semaine sanglante)

## Théâtre
- 1973 : J'ai confiance dans mon pays d'Alain Scoff, mise en scène de l'auteur, Théâtre Mouffetard
- 1986 : La Comédie sans titre d'Italo Svevo, mise en scène Jacques Mauclair, Théâtre du Marais

### Adaptation
- 1982 : Une fille drôlement gonflée de Ray Cooney et Gene Stone, adaptation avec Alain Scoff, mise en scène Francis Joffo, Théâtre de la Potinière

## Publications
Aux éditions du Mercure de France :
- Chez Louise, 1984
- On était heureux les dimanches, 1987
- Mémoires d'un ange, 1991, Prix Charles Oulmont 1991
- Marthe jusqu'au soir, 1993
- Monsieur Henri, 1994 Prix des Deux Magots 1995[2]
- Juste avant la nuit, 1998
- Comédien, 2000 Prix Valery-Larbaud[2] 2000
- Dix-neuf secondes, 2003 Prix du roman Fnac 2003[2]
- Bonne Nuit, doux prince, 2006
- Le Requiem de Franz, 2009

Chez d'autres éditeurs :
- Deux ou trois rendez-vous, Slarkine, 1982
- Francis Bacon, le ring de la douleur, Ramsay Archimbaud, 1996 ; réédition Le Dilettante, 2004
- Dimanche prochain (théâtre), L'Avant-scène, 1997
- La Crise de foi(e), (cont)e, Arléa, 1999
- Rameau le fou (théâtre), Séguier Archimbaud, 2001
- Figure (théâtre), L'Avant-scène, 2003
- Dix-neuf secondes (version audio du roman, lu à deux voix par Pierre Charras et Annick Roux), Lire dans le noir, 2003
- L'Oiseau (essai), Stock, 2004